# Kuchcice
Kuchcice lub Kuchcicze (biał. Кухцічы, ros. Кухтичи) – wieś na Białorusi, w rejonie uzdowskim obwodu mińskiego, około 5 km na zachód od Uzdy nad rzeką Ussą.

## Historia
W 1690 roku Apolonia z Kirszensztejn-Kryszpinów Zawiszyna, wdowa po Janie Jerzym Zawiszy, staroście brasławskim, przejęła dobra kuchcickie od ks. Barbary Horskiej. Przez kolejne 200 lat majątek należał do rodziny Zawiszów-Kieżgajłów herbu Łabędź. Kilka pokoleń później właścicielem Kuchcic był żyjący na przełomie XVIII i XIX wieku Kazimierz Zawisza, szambelan Jego Królewskiej Mości, generał wojsk koronnych zbudował tu obszerną rezydencję. Po Kazimierzu spadkobierczynią była jego córka Waleria, która wyszła za mąż za swego stryjecznego brata Tadeusza Zawiszę, marszałka mińskiego. Ostatnim z tego rodu właścicielem Kuchcic był ich syn Jan Kazimierz Zawisza. Jego młodsza córka Maria Magdalena (1861–1945) wniosła w wianie w 1882 roku Kuchcice do majątku Ludwika hr. Krasińskiego (1833–1895), a po jego śmierci – Mikołaja Wacława Radziwiłła (1880–1914). Maria Magdalena była ostatnią właścicielką Kuchcic.
W wyniku II rozbioru Polski wieś znalazła się w 1793 roku w Imperium Rosyjskim. W latach 1919–1920 wieś była pod polskim zarządem (Zarządem Cywilnym Ziem Wschodnich). Ostatecznie znalazła się w ZSRR, a od 1991 roku – na Białorusi.

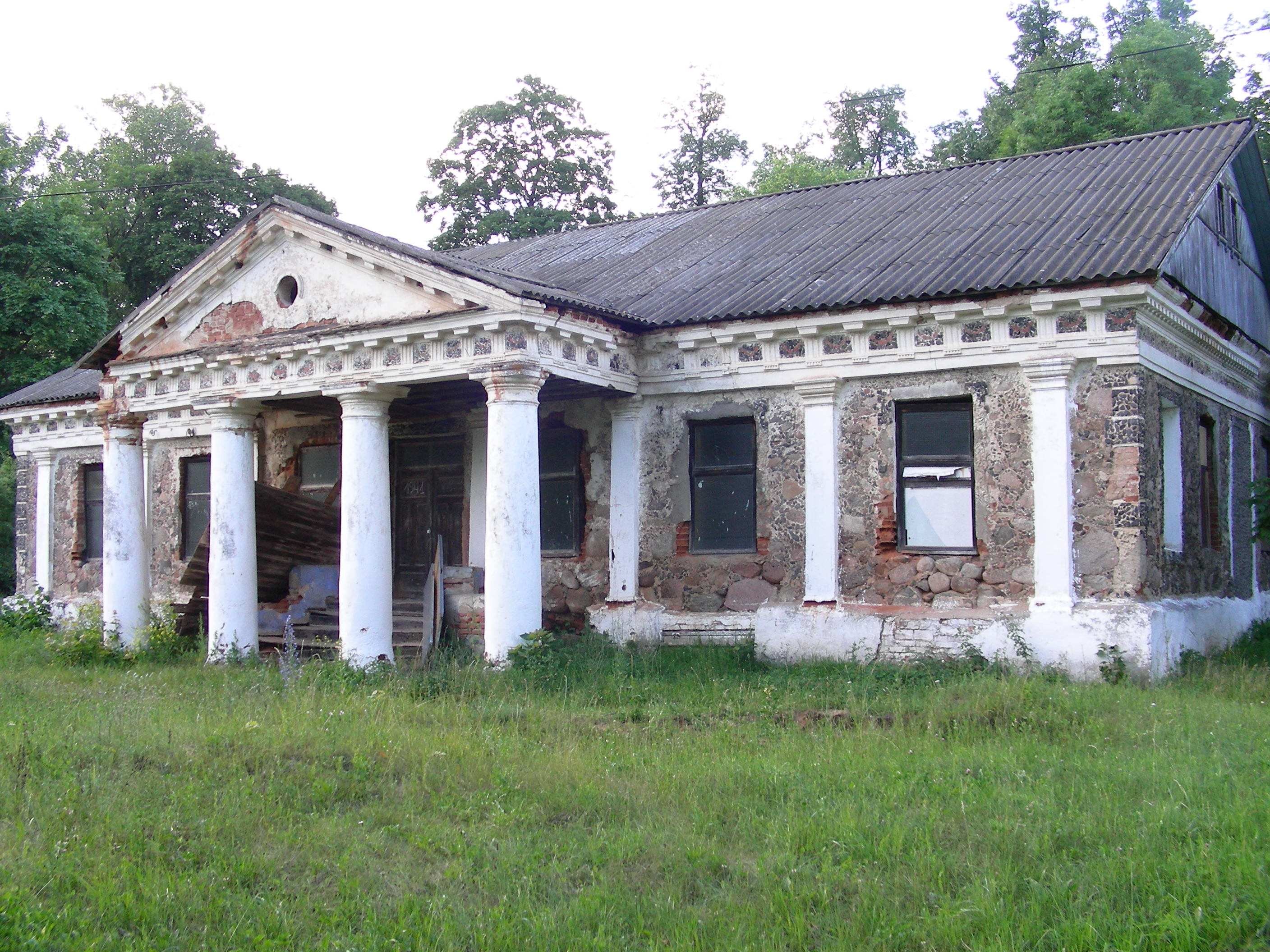
Jedna z oficyn pałacu, 2012

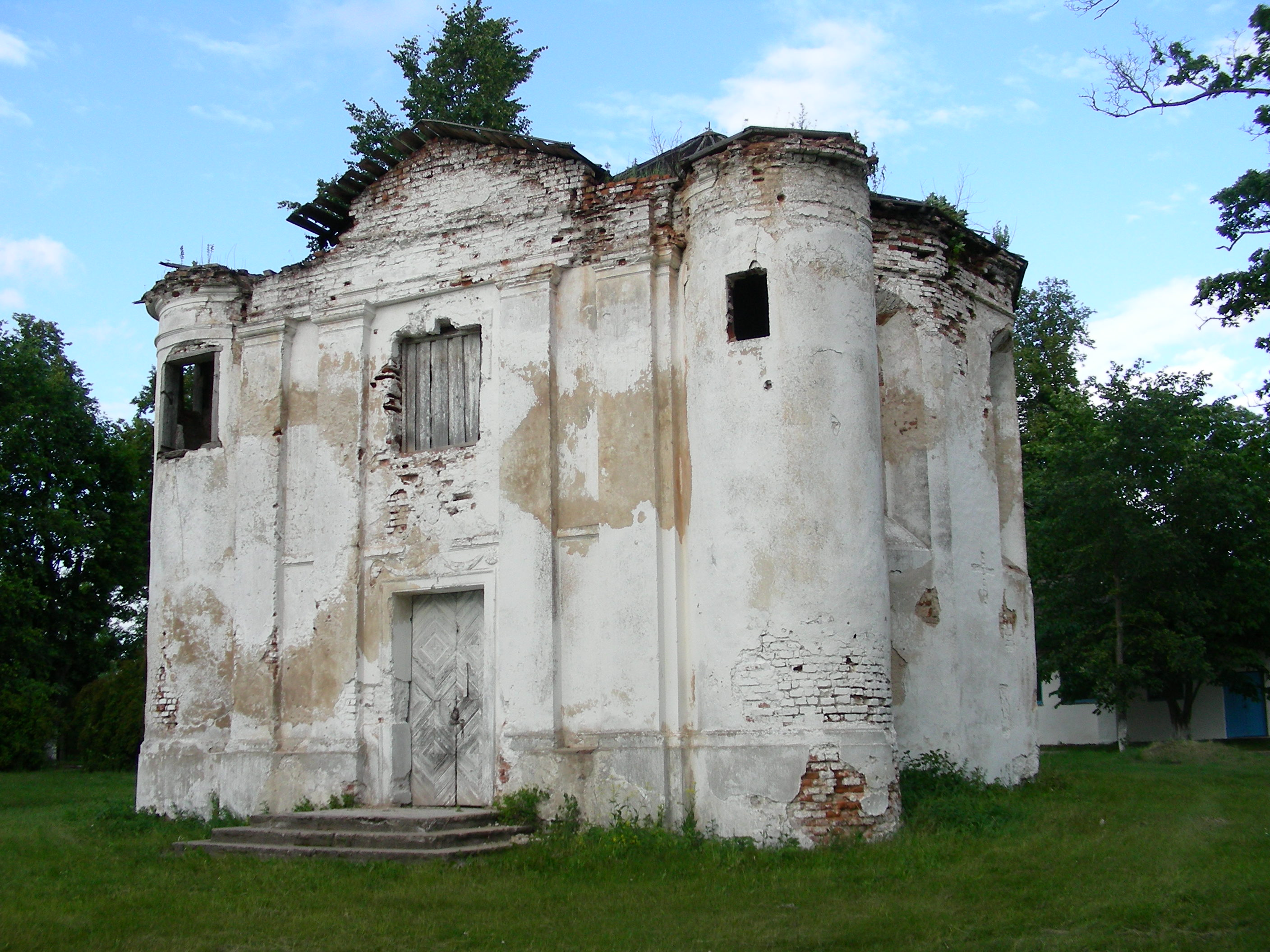
Ruiny zboru kalwińskiego, 2012

## Zabytki
- pałac[4] wzniesiony przez Kazimierza Zawiszę w stylu klasycystycznym, od frontu ryzalit z czterema kolumnami podtrzymującymi tympanon; pałac składał się z trzech członów mieszkalnych: głównej, centralnej części i ustawionych do niej równolegle po obu stronach oficyn. Kolumnowe galerie łączyły wszystkie człony w jedną całość. Główny korpus, zbudowany na planie szerokiego prostokąta, miał jedenastoosiową elewację i krótkie skrzydła od strony ogrodu. Obie oficyny miały siedmioosiowe elewacje, były identyczne. Prawdopodobnie autorem projektu pałacu był Carlo Spampani, jednak możliwe, że projektował jedynie kaplicę pałacową. Pałac został zburzony w czasie I wojny światowej, ocalały w dobrym stanie jedynie oficyny i resztki parku. Obecnie są w ruinie. Majątek w Kuchcicach został opisany w pracy Antoniego Urbańskiego Memento kresowe wydanej w 1929 roku, s. 93. Jest również opisany w 1. tomie Dziejów rezydencji na dawnych kresach Rzeczypospolitej Romana Aftanazego[3].
- ruiny zboru kalwińskiego (w XVI wieku niektóre linie Zawiszów przeszły na protestantyzm[2]) znajdują się Kuchcicach. Zrujnowany zbór istnieje do dziś.
- drewniana, przycmentarna cerkiew, wybudowana po 1875 roku stoi w północnej części wsi.

Cały kompleks jest historyczno-kulturalnym zabytkiem Białorusi o numerze w rejestrze 612Г000628. Przysiółek, w którym się znajduje, nazywa się obecnie Pierszamajski.